# Mikalojus Konstantinas Čiurlionis
Mikalojus Konstantinas Čiurlionis, född 22 september 1875 i Varėna, död 10 april 1911 i Pustelnik (Marki) inte långt från Warszawa, var en litauisk bildkonstnär och komponist. 
Čiurlionis var den äldste i en syskonskara om nio barn. 1878 flyttade familjen till Druskininkai där fadern arbetade som kantor. Mellan 1894-1899 studerade Čiurlionis vid musikkonservatoriet i Warszawa. Vid sekelskiftet följde några år av kompositionsstudier i Leipzig och åren 1904–1906 studier i teckning i Warszawa.
Čiurlionis var verksam på flera områden, men är otvivelaktigt mest känd som bildkonstnär och tonsättare. Under sin korta levnad skapade han runt fyrahundra musikstycken och trehundra målningar, förutom litterära verk och dikter.
Čiurlionis medverkade vid den första helt litauiska konstutställningen i Vilnius 1907. Många av målningarna kan idag beskådas på museet som bär hans namn, Čiurlionismuseet i Kaunas, Litauen. 

## Utmärkelser
Asteroiden 2420 Čiurlionis är uppkallad efter honom.